# Antti-Jussi Annila
Antti-Jussi Annila (né le 8 janvier 1977 à Helsinki) est un réalisateur finlandais.

## Filmographie
- 1999, Hard Student IV – The Ultimate Battle
- 2006 : Le Guerrier de jade (Jadesoturi)
- 2008 : Sauna
- 2017 : Ikitie

## Séries télévisées
- Nyrkki, 2019
- Rauhantekija, 2020

## Distinction
- Waterloo Historical Film Festival 2018 : Prix du jury jeune pour Ikitie